# U-Bahn-Station Erlaaer Straße

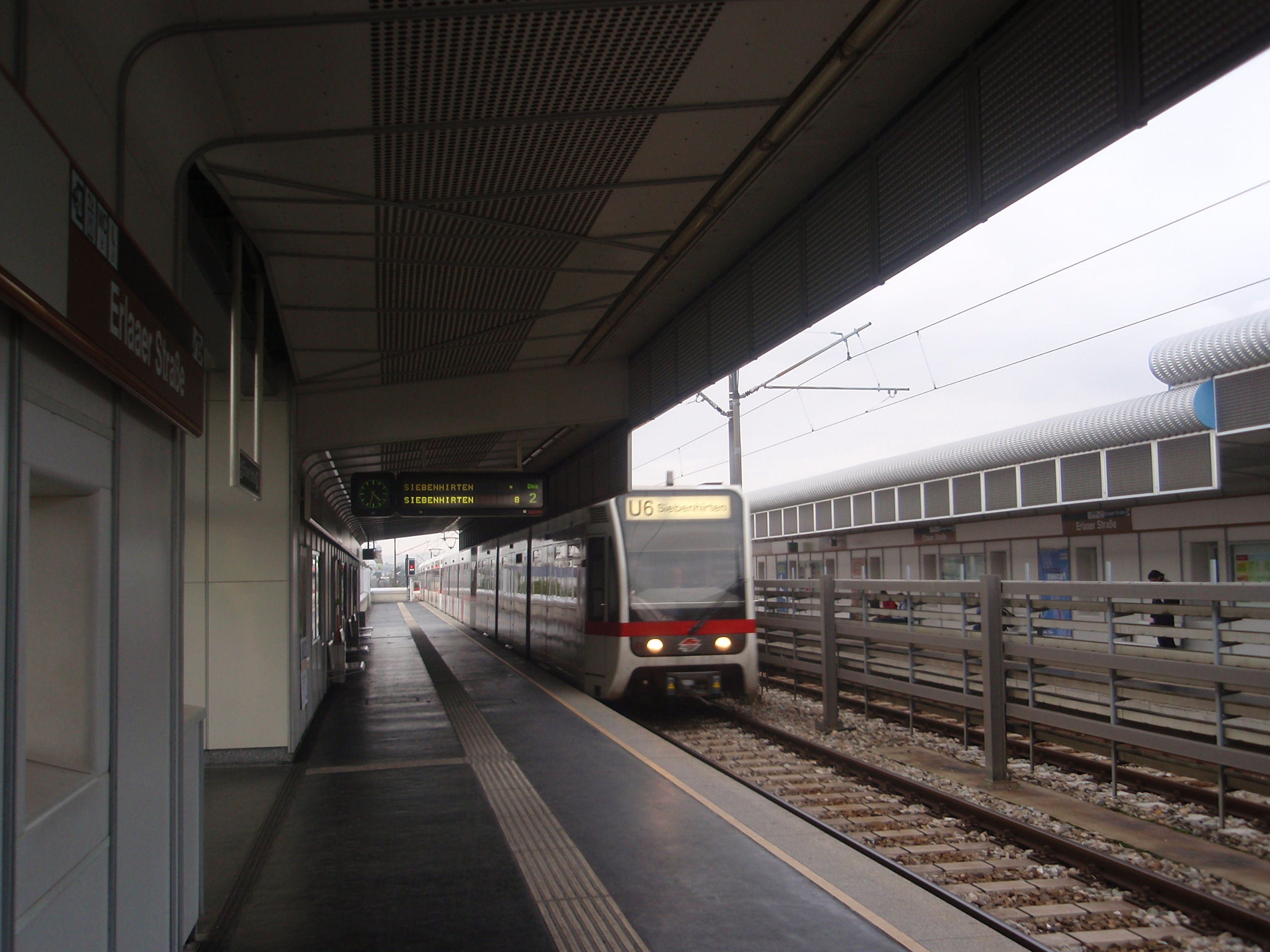
Zug der Type T in der Station

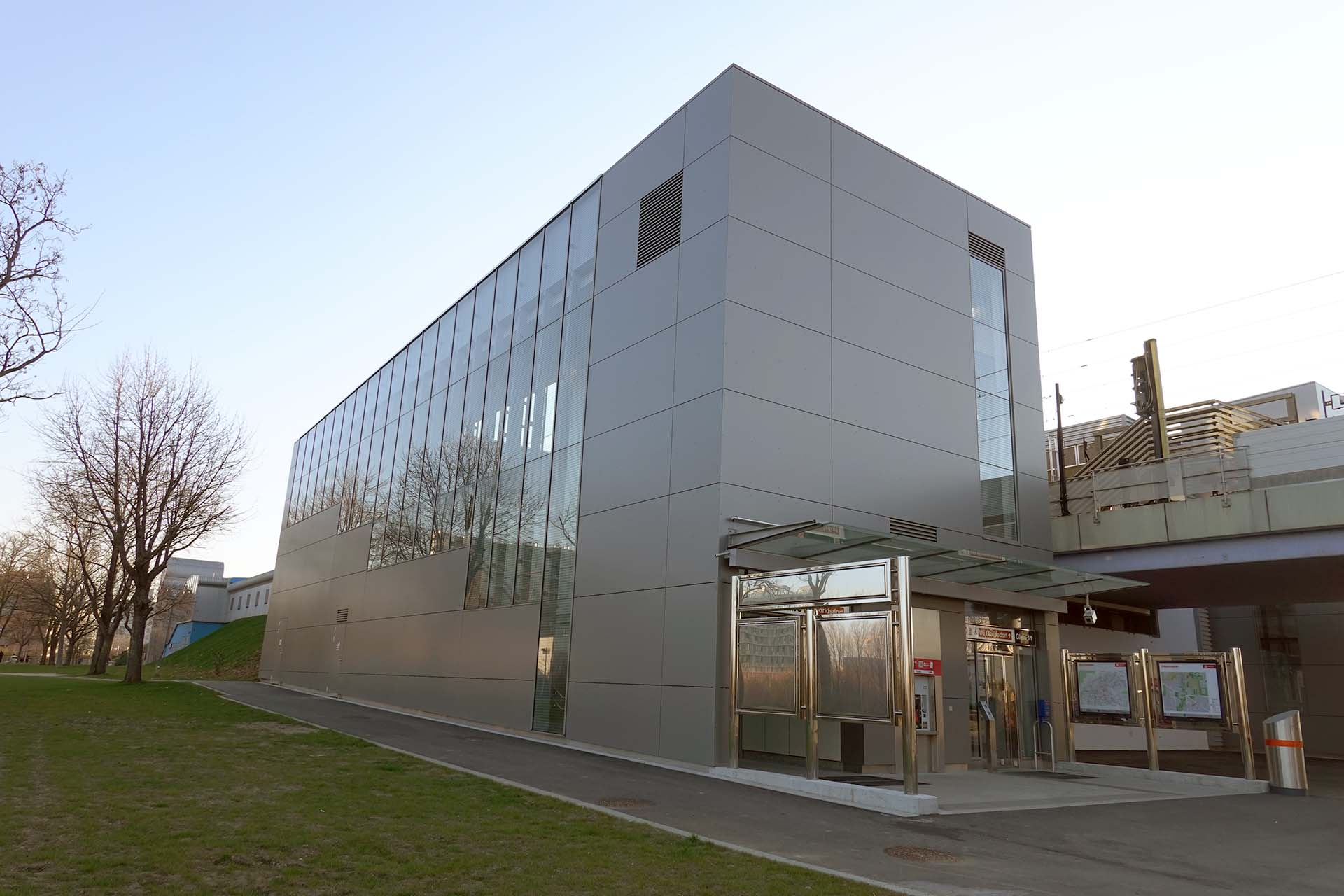
Seit Juni 2021 in Betrieb: Stationsgebäude Erlaaer Straße, Ausgang "In der Wiesen"

Die Station Erlaaer Straße der Wiener U-Bahn an der Linie U6 im 23. Wiener Gemeindebezirk Liesing befindet sich in Hochlage nördlich der Erlaaer Straße, östlich des Erlaaer Friedhofs sowie südlich der Abstell- und Revisionshalle Alterlaa. Im Zuge der Süd-Verlängerung der U6 nach Siebenhirten wurde sie am 15. April 1995 eröffnet. Südwestlich der Station erstreckt sich das Industriegelände Liesing.
Bei der Architektur sämtlicher neuer Stationen des U6-Südastes wurde eine neue Verformungstechnologie von Aluminiumtrapezblech (dem Einziehverfahren) angewandt, was die Konstruktion verschieden geformter Bögen erlaubte. Die Kombination mit blau lasiertem Beton und Glas geben der Station eine Signalwirkung. Markant sind insbesondere die oben abgerundeten Aufzugstürme. Die Konstruktion stammt von Johann Georg Gsteu. Der nördliche Eingang bei der Straße In der Wiesen wurde nachträglich ergänzt und im Juni 2021 eröffnet und bietet einen zusätzlichen Aufzug.